# Sakramentsbruderschaft Kirchberg
Die Sakramentsbruderschaft Kirchberg wurde 1626 in Kirchberg, einem heutigen Stadtteil von Jülich in Nordrhein-Westfalen, gegründet und besteht bis heute.

## Gründungszeit der Bruderschaft
In der Zeit des Dreißigjährigen Krieges wurden in Westfalen viele Bruderschaften gegründet. Beeinflusst wurden sie von den Schützenbruderschaften aus dem flandrischen und nordfranzösischen Raum sowie den Hansestädten. Zuvor war Kirchberg vom Jülich-Klevischen Erbfolgestreit (1609–1614) in Mitleidenschaft gezogen worden. Plünderungen und Belästigungen waren an der Tagesordnung. In dieser Zeit galt es ganz besonders, „wie Brüder in der Not zusammenzustehen“.
Am 11. Juni 1626 (Fronleichnam) wurde die Bruderschaft zu Ehren des allerheiligsten Altarsakraments gegründet. Als Gründungsvater gilt der damalige Pfarrer Ludovicius Cratz. Bereits bei der Gründung trugen sich 60 Einwohner in das Bruderschaftsregister ein. Weitere Männer kamen aus den Nachbardörfern wie Bourheim und Pattern hinzu.
Zu den ursprünglichen Aufgaben der Sakramentsbruderschaft gehörte der Schutz des „Allerheiligsten“ bei Prozessionen durch die Straßen des Ortes. Der Schutz und die Sorge um die Menschen kam zu dieser Aufgabe hinzu. Erst im Laufe des 19. Jahrhunderts folgte die Pflege der Geselligkeit.
Der damals beim Eintritt in die Bruderschaft zu zahlende Geldbetrag betrug einen Gulden, um etwas zu Gottes Ehren und zum Aufkommen der Bruderschaft beizusteuern. Aus dem ursprünglichen Bruderschaftsbuch, das im Zweiten Weltkrieg verloren ging, ging hervor, dass die Bruderschaft bereits bei der Gründung eine starke Bindung zur Kirche und zum Brauchtum hatte. Schon im ersten Artikel der Satzung hieß es: „Zum Ersten sollen sie den Pastor als ihr Haupt anerkennen, und in zulässigen und üblichen Sachen, selbigen Göttlichen folgen, was zu Ehren und hochwürdigen Sakrament statuiert oder verordnet wird.“

## Mitgliederstruktur und Statuten
Dass die Bruderschaft stets in enger Verbindung mit der Kirche stand, geht auch daraus hervor, dass die jeweiligen Pfarrer sich in das Bruderschaftsregister eintrugen und so als Präses der Bruderschaft vorstanden. Neben den jeweiligen Pfarrern von Kirchberg trugen sich auch die Pastoren von Bourheim, Pattern und Altdorf in das Bruderschaftsbuch ein.
Das Bruderschaftsverzeichnis führt zu den Kirchberger Bewohnern auch viele auswärtige Namen auf. Es sind meist jene, die in Kirchberg geboren wurden, aber später durch Heirat oder andere Umstände das Dorf verließen. Sie blieben dennoch Mitglieder der Bruderschaft.
Im Jahre 1711 wurden die Statuten von dem damaligen Pfarrer Matthias Krichel erneuert und verbessert. So wurde die Satzung im Laufe der Jahrhunderte (1858, 1936, 1971, 1989) mehrmals überarbeitet und den Zeitverhältnissen angepasst, zuletzt 1997.
In den Statuten sind neben dem Schießsport auch im Besonderen die religiösen Verpflichtungen dargelegt.

## Königssilber der Bruderschaft
Wie bei anderen Bruderschaften war und ist noch heute das Königssilber ihr Stolz.
1868 wurden genannt:
- 1 Zepter mit zwei Schilden,
- 1 silberner Vogel mit Kette und
- 46 Königsschilder.

Ein Teil der alten Schilder ist verloren gegangen. Von dem Königssilber vor 1800 sind aber noch Schilder vorhanden, darunter das Älteste von 1626 sowie das Zepter und ein 20 cm langer Silbervogel, der als Kunstdenkmal eingetragen ist.
Da im Zweiten Weltkrieg die Monstranz der Pfarrgemeinde verloren gegangen war, wurde nach dem Kriege aus Königssilber eine neue Monstranz gegossen. Zurzeit besitzt die Bruderschaft 101 Königs-, 25 Prinzen- und 19 Schülerprinzen-Schilder.

## Geschichte

### 19. Jahrhundert
Zu Beginn des 19. Jahrhunderts stellten Wolfsrudel in dieser Gegend noch eine Gefahr für Tiere und Menschen dar. In manchen Wintern war die Wolfsplage besonders groß, da die Wölfe zu wenig Nahrung fanden und mehrmals Pferde und weidendes Vieh in Kirchberg und Lohn rissen. Im Jahre 1818 stellte die Bruderschaft Wächter für das weidende Vieh auf und beteiligte sich mit Treibern bei den Wolfsjagden.
Im Jahre 1816–17 herrschte in der Region durch nasse Witterung bedingt eine Hungersnot. Die Bruderschaft rief ihre Mitglieder zu Lebensmittelspenden für arme Mitbürger auf. Durch diese Aktion konnte die Not in Kirchberg gelindert werden.
Am 25. Juni 1826 konnte die Bruderschaft ihr 200-jähriges Bestehen feiern.
1858 kam es am 21. Oktober im Ort zu einer großen Feuersbrunst, bei der auch die Häuser einiger Mitglieder zerstört wurden. Die Bruderschaft half den Geschädigten in der Folge tatkräftig beim Wiederaufbau ihrer Wohnstätten.

### 20. Jahrhundert
Unter Pfarrer Laurenz Drießen wurde die Bruderschaft am 1. Januar 1911 durch den Erzbischof von Köln, Antonius Kardinal Fischer, zum Range einer „Bruderschaft vom allerheiligsten Altarsakrament für Gläubige beiderlei Geschlechts“ erhoben. Mit der kanonischen Errichtung waren für die Bruderschaft verschiedene Ablässe verbunden, die von der in der Kirche Santa Maria sopra Minerva bestehenden Erzbruderschaft erteilt wurden.
Im Ersten Weltkrieg versandte die Bruderschaft an die im Felde stehenden Mitbürger Liebesgabenpakete. Zwölf Schützenbrüder kehrten aus dem Krieg nicht heim.
1928 feierte die Bruderschaft ihr 300-jähriges Bestehen, Weihbischof Straeter aus Aachen war hierbei zugegen.
In Gemeinschaftsarbeit mit dem Kriegerverein wurde 1934 ein neuer Schießstand errichtet und zu Pfingsten eingeweiht. Im selben Jahr trat die Bruderschaft der Erzbruderschaft vom Heiligen Sebastianus und nach deren Auflösung in den folgenden Jahren dem Bund der Historischen Deutschen Schützenbruderschaften bei.
Die Zeit des Nationalsozialismus und der Zweite Weltkrieg bedeuteten einen harten Einschnitt in das Bruderschaftsleben. Die Bruderschaft verzichtete auf „Gleichschaltung“ und blieb den alten Idealen der Schützen treu. Wie bei anderen Bruderschaften wurde 1937 das gesamte Vereinsvermögen beschlagnahmt und das öffentliche Auftreten verboten. Dadurch konnte der Königsvogel und die Königswürde nicht mehr geschossen werden, aber diese Würde wurde bis zum Ende des Krieges durch eine jährliche Verlosung weitergegeben. Viele Schützenbrüder fielen im Krieg.
Aufgrund eines Gerichtsurteils im Jahre 1946 wurde das Vermögen, das zu Unrecht beschlagnahmt worden war, wieder freigegeben. Am 25. Mai 1946 trat die Bruderschaft erstmals wieder öffentlich auf.
Unter der Leitung des Brudermeisters Konrad Schaffrath wurde ein neuer Schießstand hinter dem Kirmesplatz an der Rur errichtet. Der Schießstand konnte am 25. April 1964 feierlich eingeweiht werden. Im Jahre 1965 stickte eine Bad Godesberger Firma eine neue Fahne. Die Fahnenweihe fand am Pfingstsonntag statt. Die alte Fahne aus dem Jahre 1898 wurde im Jahr 1988 von der Schützenschwester Mia Hartmann restauriert. Sie hängt zurzeit in der Pfarrkirche St. Martinus zu Kirchberg.
In den Jahren 1975/76 baute die Bruderschaft einen Luftgewehrstand in der alten Schule. Vom 16. Juni bis zum 18. Juli 1976 feierte die Sakramentsbruderschaft ihr 350-jähriges Jubiläum in Verbindung mit dem Bundesfest des Bezirksverbandes Jülich.

## Bruderschaft im 21. Jahrhundert
Die heutige Tätigkeit der Bruderschaft umfasst neben der Bewahrung und Pflege der alten Traditionen im Besonderen die Förderung und Integration der Jugend. Zu diesem Zwecke veranstaltet die Sakramentsbruderschaft jährliche Zeltlager und engagiert sich in der integrativen Vereinsjugendarbeit, um eine Brücke zwischen Tradition und Zukunft zu schlagen.